# Фрідріх Кехлінг
Фрідріх Кехлінг (нім. Friedrich Köchling; 22 червня 1893, Агаус — 6 червня 1970, Косфельд) — німецький воєначальник, генерал піхоти вермахту (1 лютого 1944). Кавалер Лицарського хреста Залізного хреста.

## Біографія
1 березня 1912 року вступив в Прусську армію. Учасник Першої світової війни. В січні-жовтні 1919 року — член фрайкору «Шульц». Після демобілізації армії залишений в рейхсвері. З 1 жовтня 1934 року — командир 2-го батальйону піхотного полку «Ольденбург», потім 3-го батальйону 58-го піхотного полку. 1 вересня 1938 року переведений в резерв ОКВ. З 10 листопада 1938 року — начальник відділу Управління загальних справ ОКГ. З 26-го серпня 1939 року — командир 287-го піхотного полку 96-ї піхотної дивізії. Учасник Французької кампанії і Німецько-радянської війни, включаючи бої в районі Старої Русси і Волхова. З 10 квітня по 5 вересня 1942 і з 19 листопада 1942 по 16 серпня 1943 року — командир 254-ї піхотної дивізії. З 15 жовтня 1943 року виконував обов'язки командувача вермахтом в Криму, з 30 листопада 1943 року — командира 44-го армійського корпусу. З 15 лютого по 15 березня 1944 року — командир 49-го гірського, з 25 червня 1944 року — 10-го, з 21 вересня 1944 року — 81-го армійського корпусу. Бився в районі Аахена і в Рурському котлі, де корпус зазнав важких втрат. 10 березня 1945 року очолив оборону Кельна. 13 квітня був взятий в полон союзниками. В 1947 році звільнений.

## Нагороди
- Залізний хрест 2-го і 1-го класу
- Нагрудний знак «За поранення» в сріблі
- Почесний хрест ветерана війни з мечами
- Медаль «За вислугу років у Вермахті» 4-го, 3-го, 2-го і 1-го класу (25 років)
- Застібка до Залізного хреста 2-го і 1-го класу
- Штурмовий піхотний знак в сріблі
- Німецький хрест в золоті (2 листопада 1941)
- Лицарський хрест Залізного хреста (31 липня 1942)
- Медаль «За зимову кампанію на Сході 1941/42»